# Ураньи, Янош
Я́нош Ура́ньи (венг. János Urányi; 24 июня 1924, Балатонбоглар — 23 мая 1964, Будапешт) — венгерский гребец-байдарочник, выступал за сборную Венгрии в конце 1940-х и на всём протяжении 1950-х годов. Чемпион летних Олимпийских игр в Мельбурне, чемпион мира, чемпион Европы, победитель многих регат национального и международного значения.

## Биография
Янош Ураньи родился 24 июня 1924 года в городе Балатонбоглар, медье Шомодь. Активно заниматься греблей начал в с раннего детства, проходил подготовку в Будапеште, в разное время состоял в нескольких столичных спортивных клубах.
Первого серьёзного успеха на взрослом международном уровне добился в 1948 году, когда попал в основной состав венгерской национальной сборной и благодаря череде удачных выступлений удостоился права защищать честь страны на летних Олимпийских играх в Лондоне. В двойках на тысяче метрах в финале не финишировал, тогда как на десяти тысячах метров показал в решающем заезде пятый результат, немного не дотянув до призовых позиций.
Четыре года спустя, будучи одним из лидеров гребной команды Венгрии, Ураньи благополучно прошёл квалификацию на Олимпийские игры 1952 года в Хельсинки. На сей раз выступил в одиночках на тысяче метрах, но не сумел пройти дальше предварительного раунда, где финишировал четвёртым.
В 1954 году побывал на чемпионате мира во французском Маконе, откуда привёз награду бронзового достоинства, выигранную в зачёте четырёхместных байдарок на дистанции 10000 метров. Позже отправился представлять страну на Олимпийских играх 1956 года в Мельбурне — вместе с напарником Ласло Фабианом в двойках на десяти километрах обогнал всех своих соперников и завоевал тем самым золотую олимпийскую медаль.
После мельбурнской Олимпиады Янош Ураньи ещё в течение некоторого времени оставался в основном составе венгерской национальной сборной и продолжал принимать участие в крупнейших международных регатах. Так, в 1957 году он выступил на чемпионате Европы в бельгийском Генте, где в двойках стал чемпионом на дистанции 500 метров и серебряным призёром на дистанции 10000 метров. В следующем сезоне одержал победу на мировом первенстве в Праге, став лучшим в десятикилометровой дисциплине двухместных байдарок. Последний раз показал сколько-нибудь значимый результат на международной арене в 1959 году, когда в двойках на десяти тысячах метрах выиграл бронзовую медаль на европейском первенстве в Дуйсбурге. Вскоре по окончании этих соревнований принял решение завершить спортивную карьеру, уступив место в сборной молодым венгерским гребцам.
Начиная с 1961 года работал руководителем судостроительной мастерской. Умер 23 мая 1964 года в Будапеште.